# Antonin Vilcocq
Antonin Vilcocq est un homme politique français né le 14 septembre 1822 à Paris et mort le 3 février 1867 à Paris.

## Biographie
Sous-préfet de Sancerre en juillet 1848, de Bar-sur-Aube en 1850, de Vervins en 1852, il démissionne en 1862 pour devenir député de l'Aisne de 1863 à 1867, siégeant dans la majorité soutenant le Second Empire.

## Sources
- « Antonin Vilcocq », dans Adolphe Robert et Gaston Cougny, Dictionnaire des parlementaires français, Edgar Bourloton, 1889-1891 [détail de l’édition]